# Nongshan-formatie
De Nongshan-formatie is een geologische formatie in de Volksrepubliek China die afzettingen uit het Paleoceen omvat.

## Locatie
De Nongshan-formatie bevindt zich in het Nanxiong-bekken in de zuidoostelijke Chinese provincie Guangdong.

## Ouderdom
De Nongshan-formatie dateert uit het Vroeg-Paleoceen en het is de typelocatie van de Asian Land Mammal Age Nongshanian, 61,8 tot 59 miljoen jaar geleden. De formatie overligt de Shanghu-formatie uit het Vroeg-Paleoceen. 

## Fossiele vondsten
Het fossielenbestand van de Nongshan-formatie kenmerkt zich door de aanwezigheid van veel endemische soorten zoogdieren, doordat oostelijk Azië in dit deel van het Paleoceen geïsoleerd van de andere continenten lag. Toch was er ook enige uitwisseling met andere continenten, zoals de aanwezigheid van de pantodont Nanxiongilambda laat zien. Er was een toename in diversiteit van de groepen uit het Vroeg-Paleoceen, in het bijzonder de pantodonten zoals Archaeolambda, de aan knaagdieren en haasachtigen verwante anagaliden en insectivore zoogdieren zoals Ernanodon.